# تولا پوتی
تولا پوتی (فنلاندی: Tyttökiekon kehittäjä؛ زادهٔ ۵ نوامبر ۱۹۷۷) بازیکن هاکی روی یخ اهل ایالات متحده آمریکا است.